# Собор Рождества Христова (Себеж)
Собор Рождества Христова — не сохранившийся православный собор, построенный в Себеже в 1841—1864 годах. Кирпичный храм представлял собой пятиглавый восьмистолпный четверик с притвором и трёхъярусной колокольней под невысоким шатром. Располагался на месте древней крепости Ивангород-на-Себеже, на Замковом полуострове.

## История

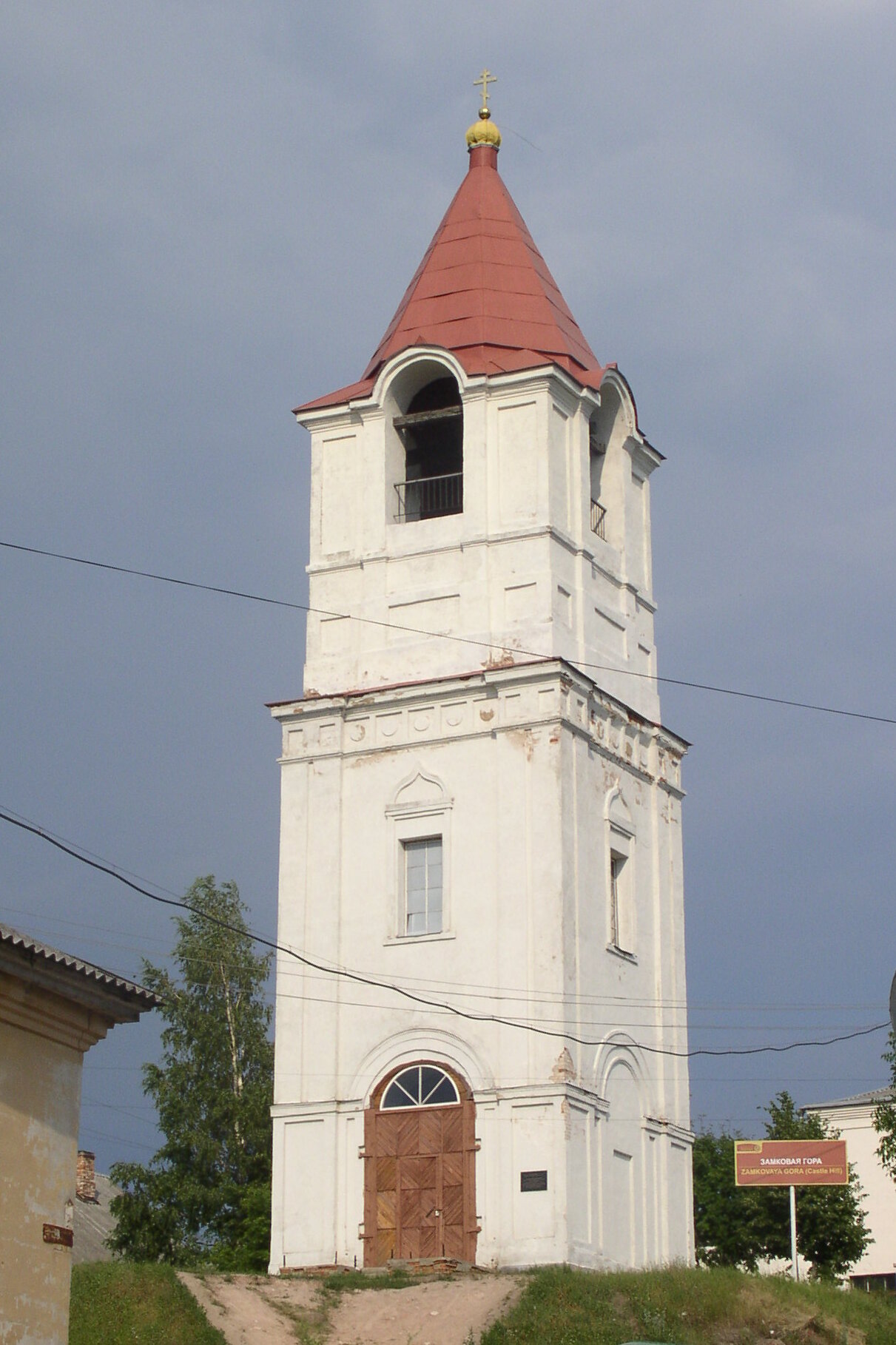
Сохранившаяся колокольня, 2006 год

27 февраля 1536 года русские войска разбили польско-литовскую армию, осадившую недавно построенную крепость на озере Себеж. В честь победы Елена Глинская приказала соорудить в Себеже церковь Святой Троицы. Церковь была утрачена, однако каменная колокольня XVI века сохранилась. В XIX веке колокольню обновили и перестроили, присоединив к собору.
В 1832 году витебский губернский архитектор Ф. Беттини разработал оригинальный проект православного собора для Себежа. Сооружение должно было иметь главный алтарь и два боковых симметричных придела с полукруглыми апсидами, при этом каждый разделялся перегородками на три помещения: алтарь, наос, притвор. Подобно костелам, храм был вытянут относительно оси запад-восток, и в нём отсутствовала центральная глава. Западный же фасад украшали две симметричные невысокие башни в виде византийских куполов с плоскими куполами па гранёных барабанах. Строительный комитет отклонил предложение Беттини как не отвечающее общепринятой типологии. Взамен него в 1833 году архитекторы МВД Людвиг Шарлемань и Пётр Висконти (Висконти 2-й) составили проект центрического, в форме греческого креста, однокупольного храма с полукруглой апсидой. К основному объему с запада во всю ширину четверика пристраивался притвор (нартекс), посредине надстроенный двухъярусной колокольней со шпилем. Другим украшением главного фасада служил четырёхколонный портик. Однако и этот проект не был реализован.
В 1841 году Строительный комитет МВД в Санкт-Петербурге выпустил новый проект церкви в Себеже, архитектором выступил Луиджи Руска. В основу был положен план Константина Тона — архитектора соборной церкви в Красноярске — в котором угадывается прототип Исаакиевского собора Огюста Монферрана. Однако для Себежа пятишатровое завершение тоновского образца заменили на пятикупольное.
Православный пятиглавый собор был построен в середине XIX века, рядом с ним находилась колокольня в три яруса под невысоким шатром. Основной объём — восьмистолпный четверик с притвором. Собор стоял на главной улице города, которая до переименования в Пролетарскую носила имя Петра Великого. Место для него было выбрано историческое: на подходе к Замковому острову, где находилась древняя крепость Ивангород-на-Себеже. В 1707 году Пётр I приказал засыпать протоку, отделяющую крепость от города, и остров стал полуостровом. До самого начала XX века Себеж входил в состав Витебской губернии, поэтому упоминания о Рождественском соборе можно найти в Памятных книжках Витебской губернии. В книжке от 1889 года есть такое описание: «Собор во имя Рождества Христова, построен в 1854 году, штатный, каменный, прочный, холодный. Придел во имя Успения Божьей Матери».
В годы Советской власти храм разрушался. В начале 1930-х годов был взорван, о чём упоминал и знаменитый уроженец города, актёр Зиновий Гердт. В 1987 году себежане с помощью псковских специалистов-реставраторов восстановили колокольню.
| - Проект Ф. Беттини, 1832 год - Проект Петра Висконти, 1833 год - Проект Л. Руска, 1841 год - Чертёж бокового фасада собора Рождества Христова, 1841 год |

## Современность
Под собором существовал подземный ход, остатки которого были обнаружены в конце 1980-х годов. До наших дней сохранилась лишь колокольня, с 1998 года являющаяся объектом культурного наследия регионального значения. Себежский краеведческий музей предлагает экскурсию на колокольню.